# 琴義弓介
琴義 弓介（ことよし ゆみすけ、1969年12月18日 - ）は、日本の漫画家。男性。埼玉県出身。

## 作品リスト

### 一般向け
- 『武装少年セプター』 （1995年、角川書店『月刊コミックドラゴン』連載、未単行本化）
- 『セイバーマリオネットJ』 （原作：あかほりさとる、角川書店『月刊コミックドラゴン』連載、〈角川コミックス・ドラゴンJr.〉、全5巻）
  1. 1997年1月29日[4]、ISBN 4-04-712129-0
  2. 1997年10月1日[5]、ISBN 4-04-712144-4
  3. 1998年9月25日[6]、ISBN 4-04-712174-6
  4. 1999年5月27日[7]、ISBN 4-04-712189-4
  5. 1999年11月30日[8]、ISBN 4-04-712211-4
- 『ワダツミ』 （角川書店『月刊エースネクスト』連載、〈角川コミックス・エース〉、全2巻）
  1. 2000年7月26日[9]、ISBN 4-04-713357-4
  2. 2001年5月29日[10]、ISBN 4-04-713428-7
- 『ナエガユル』 （少年画報社『ヤングキング』連載、〈YKコミックス〉、全2巻）
  1. 2006年8月7日[11]、ISBN 4-7859-2669-4
  2. 2007年3月26日[12]、ISBN 978-4-7859-2760-8
- 『レオナEXPLOSION』 （2008年2月27日[13]、少年画報社『ヤングキング』2007年連載、〈YKコミックス〉、ISBN 978-4-7859-2920-6、全1巻）

### 成人向け
- 『ゴンタンがくるよ』 （1994年2月、富士美出版〈富士美コミックス〉、ISBN 4-89421-057-6）
  - 新装版 （2000年8月、蒼竜社〈プラザコミックス〉、ISBN 4-88386-056-6）
- 『淫insult』 （2001年8月、富士美出版、ISBN 4-89421-423-7）
- 『触乳』 （2002年7月5日[14]、コアマガジン〈ホットミルクコミックス146〉、ISBN 4-87734-559-0）
- 『MI・DA・RA』 （2003年2月13日[15]、茜新社〈TENMA COMICS〉、ISBN 4-87182-561-2）
- 『触乳 2』 （2004年5月12日[14]、コアマガジン〈ホットミルクコミックス175〉、ISBN 4-87734-723-2）
- 『JUICY FRUITS』 （2004年12月25日[16]、茜新社〈TENMA COMICS〉、ISBN 4-87182-724-0）
- 『GLAMOROUS ROSES』 （2005年12月1日[14]、コアマガジン〈ホットミルクコミックス209〉、ISBN 4-87734-931-6）
- 『組曲 蜜乳』 （2009年4月10日[14]、コアマガジン〈ホットミルクコミックス287〉、ISBN 978-4-86252-591-8）
- 『組曲 蜜乳 2』 （2010年3月10日[14]、コアマガジン〈ホットミルクコミックス318〉、ISBN 978-4-86252-813-1）
- 『思いたったら乳日』 （2010年10月27日[17]、竹書房〈バンブーコミックス NAMAIKI SELECT〉、ISBN 978-4-8124-7466-2）
- 『NAKED☆PARTY』 （2011年6月10日[14]、コアマガジン〈ホットミルクコミックス346〉、ISBN 978-4-86436-079-1）
- 『あの娘とアパ♥マン』 （2012年4月10日[14]、コアマガジン〈ホットミルクコミックス373〉、ISBN 978-4-86436-290-0）
- 『慟哭の太陽 恍惚の月』 （2013年3月19日[14]、コアマガジン〈メガストアコミックス370〉、ISBN 978-4-86436-458-4）
- 『アンミツのいっパイ♥コスってあげる』 （2014年3月19日[14]、コアマガジン〈メガストアコミックス403〉、ISBN 978-4-86436-614-4）
- 『地味巨乳黒川さんのえっちな性活』 （2015年2月19日[14]、コアマガジン〈メガストアコミックス438〉、ISBN 978-4-86436-740-0）
- 『百華乳乱～UZUME～』 （2016年1月19日[14]、コアマガジン〈メガストアコミックス467〉、ISBN 978-4-86436-867-4）
- 『夫人乳戯』 （2017年8月19日[14][18]、コアマガジン〈メガストアコミックス514〉、ISBN 978-4-86653-083-3）
- 『ヤリスギ肉熟女』 （2018年8月25日[14]、コアマガジン〈メガストアコミックス553〉、ISBN 978-4-86653-225-7）
- 『豊乳4989 ホウニュウシクハック』 （2019年9月25日[14]、コアマガジン〈メガストアコミックス597〉、ISBN 978-4-86653-344-5）
- 『乳虐のルドベキア～悦楽のDIARY』 （2021年6月21日[14]、コアマガジン〈メガストアコミックス654〉、ISBN 978-4-86653-510-4）

### 小説挿絵
- 『そこに愛はあるのか』 （ムービック〈Easy books〉、全2巻）
  - 上：1995年12月、ISBN 4-89601-194-5
  - 下：1996年3月、ISBN 4-89601-195-3
- 『シンキングキャッツ-王子襲来!学園生活異常あり!?』 （1997年11月28日[19]、角川書店〈角川スニーカー文庫〉、ISBN 4-04-418901-3）

### アニメ
- 『クール・ディバイシスシリーズ 綺麗 KI・RE・I』 （1996年3月21日、原作・監修・脚本・絵コンテ・キャラクター原案・原画）

### ゲーム
- 『パチンコセクシーリアクション』 （1998年、キャラクターデザイン・作画監督）
- 『機甲世紀ユニトロン』 （2000年、キャラクターデザイン）